# Wodnicha odymiona

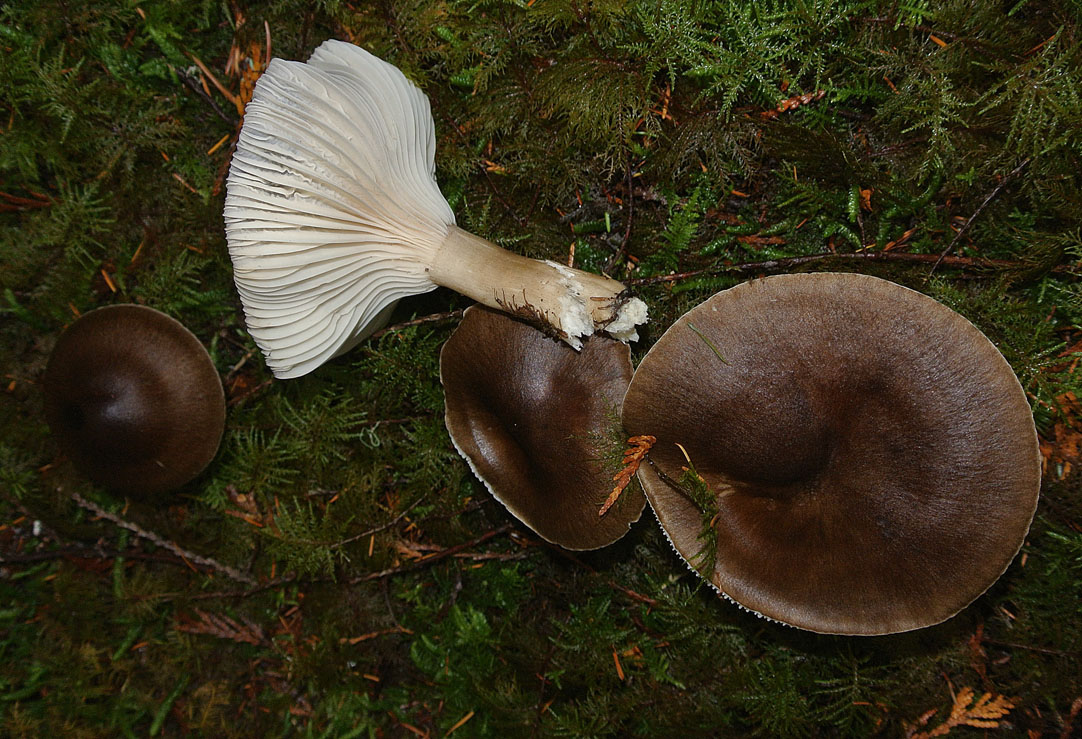

Wodnicha odymiona (Hygrophorus camarophyllus (Alb. & Schwein.) Dumée, Grandjean & Maire) – gatunek grzybów z rodziny wodnichowatych (Hygrophoraceae).

## Systematyka i nazewnictwo
Pozycja w klasyfikacji według Index Fungorum: Hygrophorus, Hygrophoraceae, Agaricales, Agaricomycetidae, Agaricomycetes, Agaricomycotina, Basidiomycota, Fungi.
Po raz pierwszy takson ten opisali w 1805 r. Johannes Baptista von Albertini i Lewis David von Schweinitz nadając mu nazwę Agaricus camarophyllus. Obecną, uznaną przez Index Fungorum nazwę nadali mu P. Dumée, M. Grandjean i René Charles Maire w 1912 r.
Synonimy:

- Agaricus camarophyllus Alb. & Schwein. 1805
- Agaricus camarophyllus var. fuligineus Alb. & Schwein. 1805
- Agaricus caprinus Scop. 1772
- Camarophyllus caprinus (Scop.) P. Kumm. 1871
- Hygrophorus camarophyllus f. melliolens Bon 1989
- Hygrophorus camarophyllus var. calophyllus (P. Karst.) Konrad & Maubl. 1937
- Hygrophorus caprinus (Scop.) Fr. 1838
- Hygrophorus caprinus var. calophyllus (P. Karst.) Quél. 1886
- Limacium calophyllum (P. Karst.) Singer 1943
- Limacium camarophyllum (Alb. & Schwein.) Herink 1949
- Limacium camarophyllum subsp. calophyllum (P. Karst.) Herink 1949

Nazwę polską nadała w 1997 r. Barbara Gumińska.

## Morfologia
Kapelusz
Średnica 6–15 cm, za młodu półkulisty, później rozpostarty, na środku płaski lub wypukły, a u starszych okazów nawet zapadnięty. Brzeg początkowo podwinięty, potem prosty. Jest niehigrofaniczny. Powierzchnia gładka, włóknista, promieniście popękana, podczas wilgotnej pogody lepka, w czasie suchej matowa. Barwa oliwkowobrązowa lub ciemnobrązowa.
Blaszki
Dość grube i rzadkie, dość szerokie, białe, przy trzonie często anastomozujące, przyrośnięte lub zbiegające. Ostrza blaszek równe.
Trzon
Wysokość 3–8 cm, grubość 1–2,5 cm, walcowaty, często o zwężającej się podstawie, początkowo pełny, potem częściowo gąbczasty. Powierzchnia gładka, włóknista, sucha, szarobrązowa (jaśniejsza od kapelusza).
Miąższ
Kruchy, biały, nie zmieniający barwy po uszkodzeniu. Brak zapachu, lub słaby zapach wosku, smak łagodny.
Wysyp zarodników
Biały. Zarodniki eliptyczne, gładkie.

## Występowanie i siedlisko
Wodnicha odymiona występuje w Ameryce Północnej, Europie, oraz w Korei i Japonii. W piśmiennictwie naukowym na terenie Polski do 2003 r. notowana na 3 stanowiskach, w tym dwa bardzo dawne (1897 i 1912 r.). Jedyne bardziej współczesne stanowisko podał Stanisław Domański w Roztoczańskim Parku Narodowym w 1999 r. Jej rozprzestrzenienie w Polsce i stopień zagrożenia nie są znane. W Danii uznana za gatunek wymarły, znajduje się na listach gatunków zagrożonych w Niemczech i Anglii. W Polsce podlega częściowej ochronie gatunkowej.
Siedlisko: lasy iglaste i obrzeża lasów, pod jodłami, świerkami i sosnami, ale notowana także pod bukami. Owocniki wytwarza od lipca do listopada.